# 칼 마티아스
칼 린우드 마티아스(영어: Carl Lynwood Mathias, 1936년 6월 13일~)는 미국의 전직 프로 야구 선수로, 두 시즌 동안 메이저 리그 베이스볼(MLB)의 클리블랜드 인디언스와 워싱턴 세너터스에서 좌완 투수로 뛰었다.
메이저 리그에서 통산 11경기(3선발)에 출전해 29이닝을 던지며 2패, 7.14의 평균자책점, 23자책점, 36피안타, 12볼넷, 20탈삼진을 기록했다.